# Amolita duplipuncta
Amolita duplipuncta là một loài bướm đêm trong họ Erebidae.